# Doug Murray
Douglas „Doug“ Murray (* 16. Januar 1967 in Fort William, Ontario; † 3. September 2013 in Kanada) war ein deutsch-kanadischer Eishockeyspieler, der als Stürmer unter anderem beim BSchC Preussen, dem EC Bad Nauheim und bei den Harzer Wölfen spielte.

## Karriere
Doug Murray begann seine Karriere als Eishockeyspieler in der Mannschaft der St. Lawrence University, für die er von 1986 bis 1990 in der National Collegiate Athletic Association aktiv war. Anschließend spielte er von 1990 bis 1995 für den EC Harz/Braunlage, nur unterbrochen durch acht Spiele für den ESC Wedemark 1994. Zwischen 1995 und 1998 war Murray für den Nachfolgeverein EHC Braunlage aktiv.
Nach einer Spielzeit beim EC Bad Nauheim in der 1. Bundesliga kehrte der gebürtige Kanadier für die Saison 1999/2000 zu den Harzer Wölfen in die 2. Bundesliga zurück, in der er anschließend bis 2004 für seinen Ex-Club aus Bad Nauheim auflief. Es folgten je eine Spielzeit in der Oberliga beim BSchC Preussen und dem ETC Crimmitschau. Zuletzt stürmte er in der Saison 2007/08 für die ECC Preussen Juniors Berlin in der Regionalliga, nachdem er zuvor bereits für FASS Berlin und die Harzer Wölfe Braunlage in der Regionalliga auf dem Eis stand. Murray war jahrelang einer der konstantesten Scorer in der 2. Bundesliga und belegt einen Platz unter den „Top Ten“ in der „Ewigen Scorerliste“ derselbigen.
Aus privaten Gründen beendete Doug Murray bereits zum Anfang der Saison 2008/09 seine Karriere bei den ECC Preussen Juniors. Er schloss damit eine lange erfolgreiche Karriere mit dem Gewinn der Regionalliga-Meisterschaft ab.

## Privates
Murray war verheiratet und hatte zwei Kinder. 2013 verstarb er in Kanada an Herzversagen.

## Erfolge und Auszeichnungen
- 1996 Meister Regionalliga Nordost
- 1998 Meister 2. Bundesliga
- 2000 Meiste Torvorlagen Bundesliga Aufstiegsrunde
- 2005 Bester Torschütze und bester Scorer der Oberliga
- 2008 Vizemeister der Regionalliga Nord-Ost mit den ECC Preussen Juniors

## Karrierestatistik
(Legende zur Spielerstatistik: Sp oder GP = absolvierte Spiele; T oder G = erzielte Tore; V oder A = erzielte Assists; Pkt oder Pts = erzielte Scorerpunkte; SM oder PIM = erhaltene Strafminuten; +/− = Plus/Minus-Bilanz; PP = erzielte Überzahltore; SH = erzielte Unterzahltore; GW = erzielte Siegtore; 1 Play-downs/Relegation; Kursiv: Statistik nicht vollständig)